# Marc Picard
Pour les articles homonymes, voir Picard (homonymie).
Marc Picard, né le 25 avril 1955 à Saint-Raphaël, est un fiscaliste et homme politique québécois. 
Il est député de la circonscription de Chutes-de-la-Chaudière à l'Assemblée nationale du Québec de 2003 à 2022. 
Élu en 2003 sous la bannière de l'Action démocratique du Québec (ADQ), il démissionne de ce parti en novembre 2009 et siège comme indépendant. En décembre 2011, il joint les rangs de la Coalition avenir Québec, formation avec laquelle il sera jusqu'à son départ en 2022.

## Biographie

### Études
Marc Picard est diplômé en techniques administratives du Cégep de Lévis-Lauzon (1978) et suit une formation en sciences comptables à l'Université Laval (1992).

### Fiscaliste et administrateur
Marc Picard travaille comme technicien en vérification fiscale, agent de gestion financière et agent de recherche en fiscalité au ministère du Revenu du Québec de 1978 à 2003. Il est conseiller municipal de Saint-Jean-Chrysostome de 1999 à 2001, puis de Lévis de 2001 à 2003, à la suite de la fusion de ces municipalités.
Impliqué socialement, il est administrateur du Comité de restauration de la rivière Etchemin de 1999 à 2003, président de la Commission consultative des personnes vivant un handicap et président du Comité de circulation de la ville de Lévis de 2001 à 2003. Dans les années 1990, il est également actif dans le domaine de l'éducation (centre de la petite enfance, comité de parents et conseil d'établissement).

### Carrière politique
Lors de l'élection de 2003, il remporte la victoire dans la circonscription des Chutes-de-la-Chaudière sous la bannière de l'Action démocratique du Québec. Réélu lors de l'élection générale du 26 mars 2007, il est élu par les députés de la 38e législature au poste de troisième vice-président de l'Assemblée nationale du Québec. Il est réélu député en décembre 2008.
Membre de la Commission de l'Assemblée nationale du 8 mai 2007 au 5 novembre 2008, il siège alors d'office au Bureau de l'Assemblée nationale à titre de vice-président.
À la suite de sa réélection en 2008, il est nommé leader parlementaire du deuxième groupe d'opposition, porte-parole en matière de famille et d’aînés et porte-parole en matière d’environnement et de ressources naturelles.
Le 22 août 2009, il annonce son appui à la candidature d'Éric Caire comme chef de l'Action démocratique du Québec (ADQ). L'élection du prochain chef a lieu en octobre 2009.
Le 6 novembre 2009, à la suite de la diffusion par TVA d'un message du président de l'ADQ, Mario Charpentier, sur la boîte vocale d'un militant, prouvant que ce dernier amassait des fonds pour financer la campagne de Gilles Taillon alors qu'il devait conserver une stricte neutralité et à leur limogeage de leurs fonctions parlementaires respectives par le nouveau chef, Éric Caire et Marc Picard annoncent qu'ils quittent le parti et qu'ils siégeront désormais comme indépendants.
Le 19 décembre 2011, il annonce qu'il joint les rangs de la Coalition avenir Québec avec Benoit Charette, Daniel Ratthé et Éric Caire. Il est réélu député de Chutes-de-la-Chaudière sous cette bannière lors des élections de 2012, 2014 et 2018.
À l'automne 2015, Marc Picard devient porte-parole en matière de Travail pour le 2e groupe d'opposition.
À sa réélection de 2018, son parti obtient un mandat majoritaire et il se voit confier le poste de premier vice-président de l’Assemblée nationale, la présidence allant à son collègue caquiste François Paradis. Il conserve ce poste jusqu'à son départ comme député à la fin de son 6e mandat, annoncé le 3 août 2022.